# Parafia św. Brata Alberta w Przewodowie
Parafia św. Brata Alberta w Przewodowie – parafia rzymskokatolicka z siedzibą w Przewodowie, znajdująca się w dekanacie Tarnoszyn, w diecezji zamojsko-lubaczowskiej. 
Parafia erygowana została w dniu 19 marca 1988 roku. Do parafii należą wierni z miejscowości: Białystok Osiedle, Lipina Osiedle, Liski, Przewodów, Przewodów Osiedle, Setniki Osiedle.
Do parafii należy 1180 wiernych z Przewodowa.

## Proboszczowie parafii
Źródło: strona diecezjalna
- ks. Aleksander Panek (1988–1989)
- ks. Michał Słotwiński (1989–1995)
- ks. Jerzy Rzeszowski (1995–1998)
- ks. Wiesław Polewany (1998–2001)
- ks. Stanisław Szałański (2001–2007)
- ks. Bogdan Ważny (od 2007)